# Шамс
Шамс (курд. Şems / Шәмс) — младший бог в езидизме. 
Согласно мифу, Шамс — один из семи «младших богов», сотворённых «старшим богом» Худе в течение семи дней, начиная с воскресенья. Шамс был сотворён первым и ассоциируется с богом Шамашем в шумеро-аккадской мифологии. Является олицетворением Солнца и символизирует мужское начало, в то время, как Луна — женское, образуя мифопоэтическое бинарное единство.
По другой версии, Шамс — ангел, сотворённый во вторник (в третий день творения). Полностью именуется Шайх Шамс ад-Дин, ассоциируется с ангелом Исраилом (архангел Рафаил в иудаизме и христианстве).